# Lambaro Kueh
Lambaro Kueh is een bestuurslaag in het regentschap Aceh Besar van de provincie Atjeh, Indonesië. Lambaro Kueh telt 479 inwoners (volkstelling 2010).